# Aras (rivier)
De Aras (Turks: Aras, Armeens: Արաքս, Araks, Azerbeidzjaans: Araz, Perzisch: ارس, Aras) is de rivier die de zuidelijkste begrenzing vormt van de Kaukasus. Zij ontspringt in Turkije en mondt in Azerbeidzjan uit in de Koera, waarvan het de grootste zijrivier is. De lengte is ca 1072 km. In de oudheid heette de rivier de Araxes. De rivier is ook bekend onder zijn Russische (en Armeense) naam: Araks.
De rivier ontspringt in het Bingölgebergte (Bingöl Dağları) ten zuidwesten van Erzurum in Oost-Turkije en fungeert voor een groot deel van zijn loop als grensrivier: achtereenvolgens tussen Turkije en Armenië, Turkije en Azerbeidzjan (exclave Nachitsjevan), Iran en Nachitsjevan, Iran en Armenië en Iran en Azerbeidzjan. Het laatste traject verloopt geheel op Azerbeidzjaans grondgebied. De monding in de Koera bevindt zich bij Sabirabad in de Moeganvlakte.
Soms werd de vallei van de rivier aangegeven als plaats van het Hof van Eden.
De Aras is sinds 1813 de noordwestelijke grensrivier van Perzië (Iran). Dat was de uitkomst van de Russisch-Perzische Oorlog (1804-1813), waarbij het Verdrag van Gulistan bepaalde dat Perzië zijn gebieden ten noorden van de rivier verloor.
- Bibliothèque nationale de France: cb15349788j (data)
- Gemeinsame Normdatei: 1043518916
- Library of Congress Control Number: sh97005750
- Nationale Bibliotheek van Israël: 987007534983005171
- TDVİA: aras
- Virtual International Authority File: 305331731
- WorldCat: E39PBJjHj7k8WrYYhvHkvRptrq